# Club Sportivo San Lorenzo
Club Sportivo San Lorenzo is een Paraguayaanse voetbalclub uit San Lorenzo. De club werd in 1930 opgericht en speelt haar wedstrijden in het Estadio Gunther Vogel, met plek voor 5.000 toeschouwers. In zowel 2017 als 2018 werd San Lorenzo kampioen, waardoor de club van de Tercera División promoveerde naar de Liga Paraguaya.

## Erelijst
| División Intermedia | 7 | 1949, 1953, 1960, 1984, 1987, 1994, 2014 |
| Tercera División    | 2 | 2009, 2017                               |

## Bekende (oud-)spelers
- Cristian Riveros (2002)
- Rodi Ferreira (2019)

12 de Octubre ·
Cerro Porteño ·
General Díaz · 
Guaireña ·
Guaraní ·
Libertad ·
Nacional ·
Olimpia ·
River Plate ·
San Lorenzo ·
Sol de América ·
Sportivo Luqueño